# Rosse sterslak
De Rosse sterslak (Onchidoris bilamellata) is een slakkensoort uit de familie van de sterslakken (Onchidorididae). De wetenschappelijke naam van de soort werd in 1767 voor het eerst geldig gepubliceerd door Carl Linnaeus. Deze soort komt veel voor in de Atlantische Oceaan en de randzeeën, het Kanaal en de Noordzee.

## Beschrijving
De maximaal geregistreerde lichaamslengte van rosse sterslak is 38 mm. Ze vertonen meestal een overvloedig roestbruin pigment. Echter sommige individuen vertonen een gemengd kleurenpatroon, van een lichtere bruine kleur tot donkerbruin. Nog minder individuen zijn wit, met alleen een bruine kleur in de neushoorns en de kieuwen. Er zijn er maar een paar die helemaal wit zijn, en toch zijn het geen albino's, omdat hun ogen gepigmenteerd zijn.
De rosse sterslak heeft een breed ovale vorm en de rug is bedekt met korte, knobbelige papillen. Hun antennes zijn kamachtig. De kieuwen zijn gerangschikt in twee halve ringen op de rug aan het achterste uiteinde en bestaan uit 16 tot 32 eenvoudige veerachtige pluimen.
De rosse sterslak voedt zich voornamelijk met zeepokken van de geslachten Elminius en Balanus, bij voorkeur de Gekerfde zeepok (B. crenatus). Maar ook de Gewone zeepok (Semibalanus balanoides) en de Nieuw-Zeelandse zeepok (E. modestus) staan op het menu. Met de tanden van de radula worden delen van de bovenste kalksteenplaten van de zeepokken afgekauwd, zodat de slak het vlees van de prooi door de openingen kan bereiken en zuigt vervolgens het zachte lichaam eruit. Jonge dieren daarentegen geven de voorkeur aan moerasdieren.

## Verspreiding
Deze zeenaaktslak heeft een brede verspreiding, meestal in koudere intergetijdenwateren tot een diepte van ongeveer 20 meter. Hij wordt gevonden in het noordelijke deel van de Atlantische Oceaan, de Noordzee van Groot-Brittannië en Frankrijk tot de Noorse Zee, IJsland en Groenland. Ook langs de Noord-Amerikaanse kust tot aan Connecticut. Het is ook opgenomen in de noordelijke Grote Oceaan in de Beringzee, en van Alaska in het zuiden tot het noorden van Californië. Deze soort komt in Nederland vrij algemeen, soms talrijk, langs de kust voor op hard substraat (zoals dijken, strekdammen en zelfs mosselbanken).